# SN 2011ek
SN 2011ek – supernowa typu Ia-pec odkryta 4 sierpnia 2011 roku w galaktyce NGC 918. W momencie odkrycia miała maksymalną jasność 16,40m.